# 마근저수지
마근저수지는 울산광역시 울주군 서생면 화산리에 위치한 대한민국의 저수지로 효암천의 지류인 화산천의 발원지이다.